# Kié-Ntem
Kié-Ntem – jedna z ośmiu prowincji Gwinei Równikowej. Stolicą prowincji jest Ebebiyín. W 2015 roku prowincja liczyła 183 331 mieszkańców. Zajmuje powierzchnię 3943 km². Prowincja graniczy z dwoma państwami: Kamerunem od północy oraz Gabonem na wschodzie.

## Demografia
W spisie ludności z 19 lipca 2015 roku populacja prowincji liczyła 183 331 mieszkańców.
|  |

Źródło: Statoids

## Podział na dystrykty
Kié-Ntem podzielone jest na sześć dystryktów: Bidjabidjan, Ebebiyín, Micomeseng, Nkue, Nasng i Nsok-Nsomo.
| Dystrykt    | Populacja (w 2001 roku) |
| ----------- | ----------------------- |
| Bidjabidjan | 28 144                  |
| Ebebiyín    | 60 747                  |
| Micomeseng  | 20 226                  |
| Nkue        | 14 955                  |
| Nasng       | 10 228                  |
| Nsok-Nsomo  | 32 979                  |

Źródło: Statoids